# Spoorlijn Augsburg - Buchloe
De spoorlijn Augsburg - Buchloe is een Duitse spoorlijn als spoorlijn 5304 onder beheer van DB Netze.
De spoorlijn was onderdeel van de Ludwig-Süd-Nord-Bahn in de deelstaat Beieren.

## Geschiedenis
Het traject werd op 25 augustus 1843 door de Königlich Bayerische Staats-Eisenbahnen geopend.

## Treindiensten

### DB
De Deutsche Bahn verzorgt het personenvervoer op dit traject met RE / RB treinen.

### S-Bahn
De S-Bahn, meestal de afkorting voor Stadtschnellbahn, soms ook voor Schnellbahn, is een in Duitsland ontstaan (elektrisch) treinconcept, welke het midden houdt tussen de Regionalbahn en de Stadtbahn. De S-Bahn maakt meestal gebruik van de normale spoorwegen om grote steden te verbinden met andere grote steden of forensengemeenten. De treinen rijden volgens een vaste dienstregeling met een redelijk hoge frequentie.

## Aansluitingen
In de volgende plaatsen was of is er een aansluiting van de volgende spoorwegmaatschappijen:

### Augsburg
- Maximiliansbahn spoorlijn tussen Ulm en München
- Ammerseebahn spoorlijn tussen Augsburg en Geltendorf
- Lechfeldbahn spoorlijn tussen Augsburg en Landsberg am Lech
- Paartalbahn spoorlijn tussen Augsburg en Ingolstadt
- Augsburger Localbahn spoorlijn rond Augsburg
- Nürnberg – Augsburg spoorlijn tussen Nürnberg en Augsburg
- Augsburg – Welden spoorlijn tussen Augsburg en Welden
- Staudenbahn spoorlijn tussen Augsburg en Türkheim
- Augsburger Verkehrsgesellschaft mbH (AVG) stadstram Augsburg

### Bobingen
- Lechfeldbahn spoorlijn tussen Augsburg en Landsberg am Lech

### Buchloe
- Allgäubahn spoorlijn tussen Buchloe en Lindau
- Buchloe - Memmingen spoorlijn tussen Buchloe en Memmingen